# Oleksandr Bereș
Oleksandr Bereș (în ucraineană Олександр Береш; n. 12 octombrie 1977, Pervomaisk, RSS Ucraineană, URSS – d. 29 februarie 2004, Kiev, Ucraina) a fost un gimnast artistic ce a reprezentat Ucraina, medaliat olimpic. A participat la o ediție a Jocurilor Olimpice (2000) în care a câștigat o medalie de argint și o medalie de bronz.

## Participări
Lista de mai jos prezintă principalele competiții la care a participat Oleksandr Bereș de-a lungul carierei.
- gymnastics at the 2000 Summer Olympics – men's artistic individual all-around[*]